# 猶大之獅

耶路撒冷市徽上的猶大之獅。

猶大之獅(Lion of Judah)，亦作猶太之獅，是以色列十二支派當中猶大支派的象徵。作為昔日猶大國的首都的耶路撒冷，它的市徽亦飾有猶大之獅。猶大之獅亦曾經是埃塞俄比亚的國徽，出現在埃塞俄比亚国旗之上。此外，所羅門王騎「猶大之獅」的雕刻在埃塞俄比亚亦到處可見。

## 來源
「猶大之獅」的說法源於《創世記》第四十九章第9節。當時，猶大的父親雅各臨終，他把12個兒子叫到身邊，並為他們一一祝福。當他為猶大祝福時，說了以下的話：
猶大是個小獅子；
　我兒啊，你抓了食便上去。
你屈下身去，臥如公獅，
　蹲如母獅，誰敢惹你？
-- 和合本《舊約全書》‧《創世記》第四十九章第9節
自此以後，猶大支派就以獅子作為其象徵。

## 猶大之獅與基督教
在基督教的傳統中，獅子通常都用來代表耶穌。有不少基督教團體及差傳機構都使用「猶大之獅」作徽號或名稱。
在《新約全書·啟示錄》第五章第5節：
長老中有一位對我說：「不要哭！看哪，猶大支派中的獅子，大衞的根，他已得勝，能以展開那書卷，揭開那七印。」
另外，英國作家C·S·路易斯在他的《納尼亞傳奇》裡，亦採用了獅子亞斯藍(Aslan （页面存档备份，存于）)來代表那一個世界的救世主。這很可能亦是受到《啟示錄》的影響。

## 猶大之獅與埃塞俄比亞

埃塞俄比亚皇帝海尔·塞拉西一世的皇朝旗帜，上面有犹大狮子、十字架权杖和五颗大卫之星。阿姆哈拉语的意思是“征服犹大部落的狮子”。

埃塞俄比亞的猶大之獅旗幟。

## 猶大之獅與拉斯特法里教派
拉斯特法里教派是一個奉前埃塞俄比亞廢王海爾·塞拉西一世為上帝轉生的宗教。在這個教派裡，他們用「猶大之獅」來作為海爾·塞拉西一世的象徵。他們認為，海爾·塞拉西一世是猶大支派的後裔，有着大衛王及所羅門王的直系血脈，亦是《啟示錄》裡所提及的「猶大支派中的獅子」。

## 外部連結
- Lions in Jewish art
- Jewish Heraldry （页面存档备份，存于）
- THE LION RAMPANT OF SCOTLAND （页面存档备份，存于）